# ユングフラウ賞
ユングフラウ賞（ユングフラウしょう）は、埼玉県浦和競馬組合が浦和競馬場ダート1400mで施行する地方競馬（南関東公営競馬）の重賞競走である。
競走名の『ユングフラウ』とは、スイスのアルプス山脈にある山の名称で、ドイツ語で「若い娘」という意味がある。
副賞は埼玉県浦和競馬組合管理者賞、（一社）埼玉県馬主会会長賞、日刊スポーツ賞、また生産牧場賞がある（2025年）。

## 概要
桜花賞（浦和競馬場で行われる競走で、中央競馬の桜花賞とは異なる）のトライアル競走として行われており、この競走の上位3頭に桜花賞への優先出走権が与えられる。1989年までは桃の花特別として施行され、1990年から準重賞競走に格上げされ現在の名称に変更。2009年（2008年度）から重賞競走（SIII）に、さらに2012年（2011年度）からはSIIに格上げされた。また同年から桃花賞の1着馬と2着馬に、本競走への優先出走権が与えられている。
浦和競馬場での準重賞競走は、以前はこのユングフラウ賞と7月に行われるプラチナカップの2競走のみであった。なお、プラチナカップも2018年（平成30年度）に重賞に格上げされている。

### 条件・賞金等（2025年）
出走条件
サラブレッド系3歳牝馬、南関東所属。
- 大井の準重賞・桃花賞の2着以上の馬と、URAWAなでしこオープンの2着以上の馬に優先出走権がある。

負担重量
別定。54kg（南半球産2kg減）を基本に、本年2月14日までの番組ポイント800毎に1kgの負担増となる（重量の上限は56kg、南半球産馬は54kg）。
賞金額
1着1,400万円、2着490万円、3着280万円、4着140万円、5着70万円。
優先出走権付与
3着以上の馬に桜花賞の優先出走権が付与される。

## 歴代優勝馬
全て浦和競馬場ダート1400mで施行。
| 回数   | 施行日        | 優勝馬             | 性齢 | 所属 | タイム | 優勝騎手   | 管理調教師 | 馬主                     |
| ------ | ------------- | ------------------ | ---- | ---- | ------ | ---------- | ---------- | ------------------------ |
| 第1回  | 2009年2月11日 | モエレエターナル   | 牝3  | 川崎 | 1:29.0 | 今野忠成   | 池田孝     | 栗本八江                 |
| 第2回  | 2010年2月10日 | バックアタック     | 牝3  | 大井 | 1:30.9 | 坂井英光   | 宗形竹見   | 小國和紀                 |
| 第3回  | 2011年2月9日  | クラーベセクレタ   | 牝3  | 船橋 | 1:29.1 | 戸崎圭太   | 川島正行   | （有）サンデーレーシング |
| 第4回  | 2012年2月22日 | アスカリーブル     | 牝3  | 船橋 | 1:30.2 | 戸崎圭太   | 川島正行   | 坂本敏浩                 |
| 第5回  | 2013年2月13日 | カイカヨソウ       | 牝3  | 船橋 | 1:30.4 | 今野忠成   | 川島正行   | （有）キャロットファーム |
| 第6回  | 2014年2月19日 | ノットオーソリティ | 牝3  | 船橋 | 1:29.3 | 石崎駿     | 川島正行   | 吉田照哉                 |
| 第7回  | 2015年2月18日 | スターローズ       | 牝3  | 船橋 | 1:30.0 | 山崎誠士   | 山本学     | 泉俊二                   |
| 第8回  | 2016年2月3日  | モダンウーマン     | 牝3  | 川崎 | 1:28.6 | 山崎誠士   | 佐々木仁   | （有）グランド牧場       |
| 第9回  | 2017年2月22日 | ステップオブダンス | 牝3  | 大井 | 1:29.4 | 森泰斗     | 藤田輝信   | 吉田勝己                 |
| 第10回 | 2018年2月14日 | エターナルモール   | 牝3  | 大井 | 1:28.8 | 吉原寛人   | 宗形竹見   | 鈴木芳夫                 |
| 第11回 | 2019年2月13日 | ポッドギル         | 牝3  | 大井 | 1:28.6 | 矢野貴之   | 鈴木啓之   | 小川眞査雄               |
| 第12回 | 2020年2月19日 | レイチェルウーズ   | 牝3  | 船橋 | 1:28.2 | 本田正重   | 林正人     | 菊地昌廣                 |
| 第13回 | 2021年2月23日 | ウワサノシブコ     | 牝3  | 浦和 | 1:29.5 | 和田譲治   | 岡田一男   | 上野耕一                 |
| 第14回 | 2022年2月23日 | スティールルージュ | 牝3  | 船橋 | 1:28.8 | 張田昂     | 張田京     | 菅野守雄                 |
| 第15回 | 2023年2月15日 | サーフズアップ     | 牝3  | 船橋 | 1:29.7 | 御神本訓史 | 山下貴之   | 吉田照哉                 |
| 第16回 | 2024年2月21日 | ミチノアンジュ     | 牝3  | 大井 | 1:29.2 | 本田正重   | 福田真広   | 鈴木道雄                 |
| 第17回 | 2025年2月24日 | プラウドフレール   | 牝3  | 船橋 | 1:28.3 | 張田昂     | 川島正一   | 小島俊治                 |

### 2008年までの優勝馬
| 施行日        | 優勝馬             | 性齢 | 所属 | タイム | 優勝騎手 | 管理調教師   |
| ------------- | ------------------ | ---- | ---- | ------ | -------- | ------------ |
| 1993年3月10日 | ビクトリアキャッチ | 牝3  | 浦和 | 1:28.2 | 見澤譲治 | 小嶋一郎     |
| 1995年3月8日  | ヤギュウノオトヒメ | 牝3  | 浦和 | 1:29.1 | 見澤譲治 | 鈴木勝文     |
| 1996年3月13日 | タカミプリティ     | 牝3  | 川崎 | 1:27.5 | 石崎隆之 | 長谷川蓮太郎 |
| 1998年2月25日 | ガーデンプレイス   | 牝3  | 浦和 | 1:29.1 | 莅戸高次 | 野口孝       |
| 1999年2月23日 | モミジホープ       | 牝3  | 川崎 | 1:28.8 | 金子正彦 | 佐々木吉郷   |
| 2000年2月23日 | カツベンテン       | 牝3  | 大井 | 1:29.5 | 鈴木啓之 | 赤間清松     |
| 2001年2月21日 | カコ               | 牝3  | 川崎 | 1:28.5 | 佐藤祐樹 | 松島久義     |
| 2002年2月7日  | マイグッドネスミー | 牝3  | 浦和 | 1:26.7 | 的場文男 | 小林文治     |
| 2003年2月13日 | メモリヒメ         | 牝3  | 大井 | 1:28.0 | 堀千亜樹 | 鈴木冨士雄   |
| 2004年3月10日 | ゴールドファミリー | 牝3  | 川崎 | 1:29.0 | 山田信大 | 足立勝久     |
| 2005年2月16日 | ヨウヨウ           | 牝3  | 船橋 | 1:26.8 | 内田博幸 | 山浦武       |
| 2006年2月8日  | モナ               | 牝3  | 船橋 | 1:28.1 | 張田京   | 岡林光浩     |
| 2007年2月14日 | カネショウバナナ   | 牝3  | 川崎 | 1:30.7 | 的場文男 | 照沼一二     |
| 2008年2月13日 | インカローズ       | 牝3  | 大井 | 1:28.2 | 坂井英光 | 栗田裕光     |